# Raron (Adelsgeschlecht)

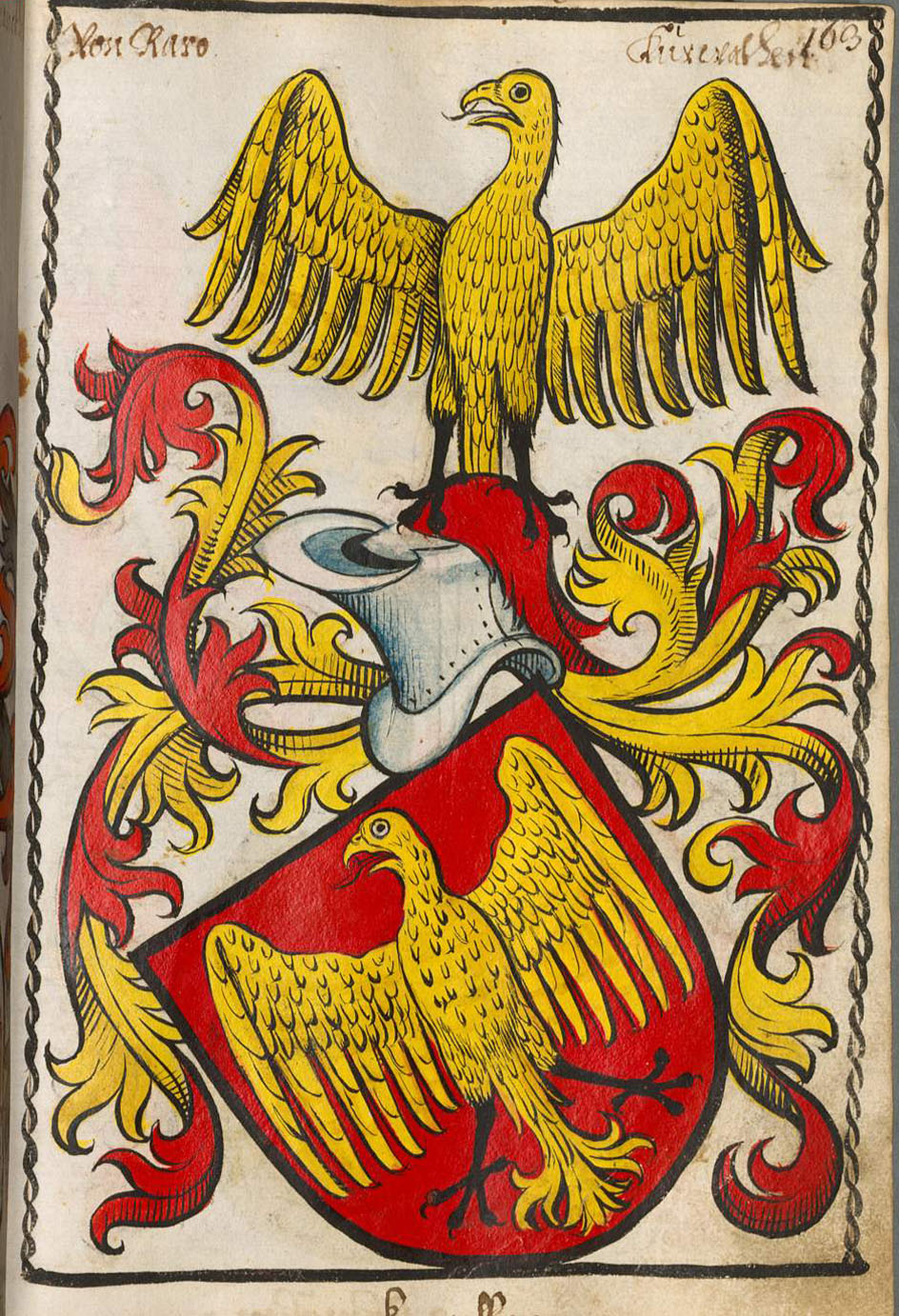
Wappen der Raron

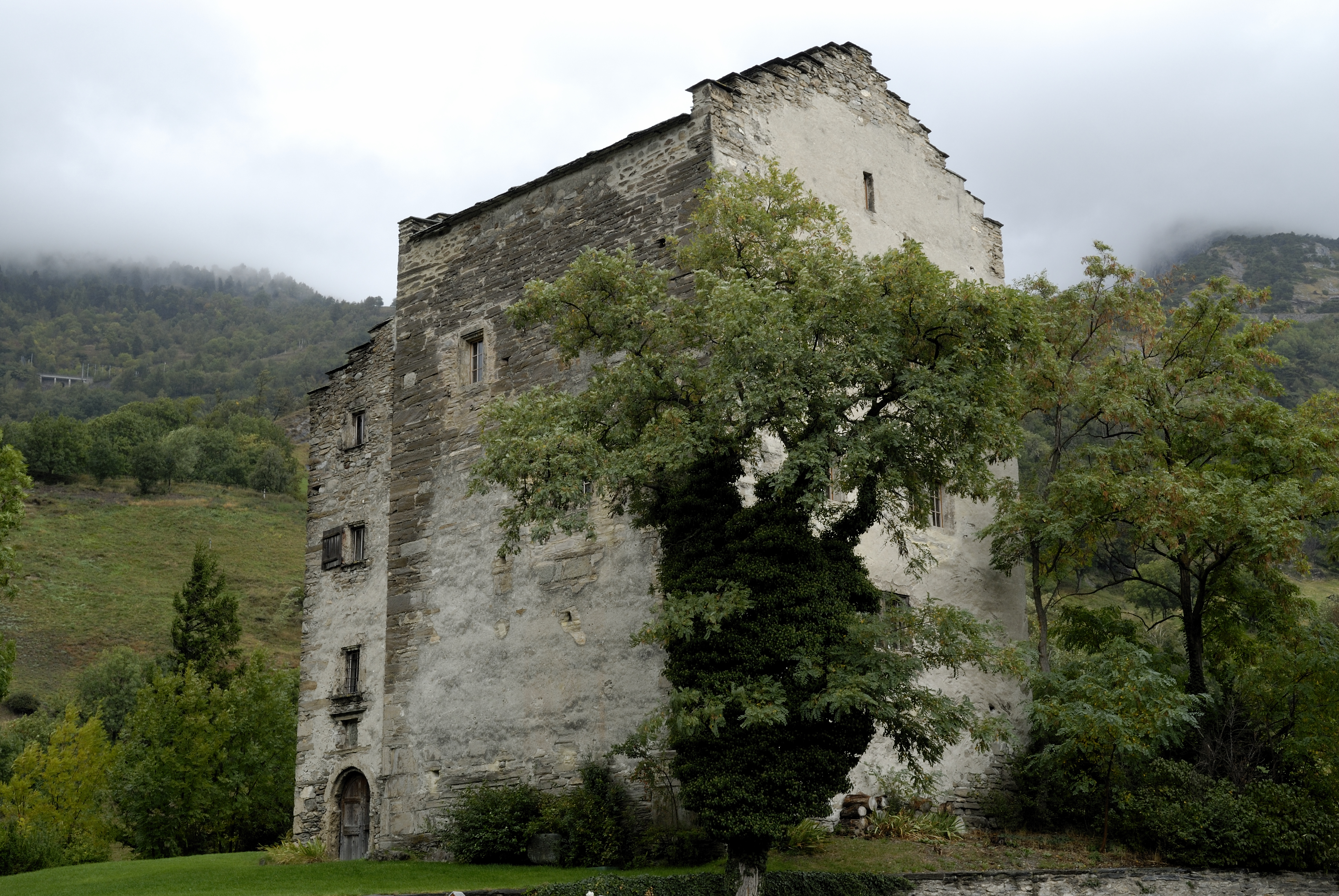
Wohnturm der Vitztume in Raron

Von Raron war der Name eines im Wallis begüterten Adelsgeschlechts, dem fünf Bischöfe von Sitten entstammten.

## Geschichte
Die Familie von Raron war mit den Freiherren von Ringgenberg verwandt. Die Familie hatte bereits im 12. Jahrhundert Besitz in der Gegend von Raron und nannte sich ab dem 13. Jahrhundert nach ihrer dortigen Stammburg. Als Ahnherr des Geschlechts gilt Heinrich, Herr von Mannenberg. Als Viztum von Leuk und Raron war er ein Vasall des Bischofs von Sitten. Seine Söhne Amadeus, Johannes und Ulrich begründeten drei Linien, ihr Bruder Heinrich wurde Bischof von Sitten.
Andreas erhielt Mannenberg, seine Nachfahren erwarben Besitz in Visp und die Herrschaft Villa im Val d’Hérens. Dieser Seitenlinie entstammte der Sittener Bischof Wilhelm III. Ein Johannes erwarb 1337 das Berner Bürgerrecht. Dieser Zweig der Familie erlosch im 15. Jahrhundert.
Johannes erhielt die Stammburg und das Vizedominat Raron. Von seinen Söhnen wurde Heinrich Bischof von Sitten und Rudolf erwarb das Vizedominat Sitten. Dieser Zweig erlosch 1303.
Ulrich erhielt das Vizedominat Leuk und die Herrschaft Holz. Sein Nachkomme Peter erhielt als Verbündeter des Bischofs Witschard Tavel zahlreiche Ämter und Lehen. Er erwarb durch Heirat die Burg Beauregard im Val d’Anniviers und in Conthey, Niedergesteln und im Vispertal Güter der Herren von Turn. Peters Söhne waren Wilhelm I., Bischof von Sitten, und Witschard von Raron, Landeshauptmann von Sitten. Witschards Söhne Hildebrand und Petermann von Raron starben ohne Nachkommen zu hinterlassen, damit erlosch auch diese Linie.